# Giuseppe Armellini
Pour les articles homonymes, voir Armellini.
Giuseppe Armellini (Rome, 24 octobre 1887 – Rome, 16 juillet 1958) est un astronome et mathématicien italien.

## Biographie
Giuseppe Armellini, diplômé en ingénierie (1910) et en mathématiques (1912) à l'Université de Rome depuis sa thèse de premier cycle, s'est consacré à l'étude de la mécanique céleste, à laquelle il a apporté d'importantes contributions. Après de brèves expériences aux observatoires de Paris et de Meudon, il obtient en 1915 la chaire de mécanique rationnelle à l'École polytechnique de Turin ; il passe ensuite à l'enseignement de l'astronomie et de la mécanique céleste à Pise (1920) et est finalement nommé à la chaire d'astronomie de Rome (1922) où il se voit également confier la direction de l'Observatoire de Rome et où il succède à Alfonso Di Legge (1847-1938). Cet observatoire s'est déplacé, sous sa direction et en raison de la pollution lumineuse et des perturbations dues à la circulation à Rome, de l'ancien siège de la colline du Capitole au nouveau de Monte Mario : l'Osservatorio Astronomico di Roma ouvre en 1938. Il est mort d'une insuffisance cardiaque due à l'incendie qui avait dévasté l'Observatoire dans les jours précédant immédiatement. Il a été enterré dans l'église de San Michele Arcangelo à Boville Ernica. Son collaborateur Massimo Cimino (it) lui succède à la direction de l'Observatoire astronomique de Monte Mario.

## Travaux
Il est certes aussi astronome observateur, mais avant tout théoricien et spécialiste de la mécanique céleste (entre autres, mouvement des corps célestes à masse variable, problème des trois corps à la suite de Karl Sundman, formation du système planétaire et des systèmes stellaires, calculs de perturbation des mouvements des lunes des grandes planètes, déduction de l'aplatissement de la Terre à partir des orbites des satellites, origine des comètes). En astrophysique, il s'est intéressé à la différence entre la luminosité visuelle et la luminosité bolométrique, aux corrections pour déduire la température des étoiles à partir du spectre (par exemple par absorption sélective dans l'atmosphère), aux variations de luminosité dans les étoiles variables de type Mira. En tant qu'astronome observateur, il s'est occupé, entre autres, de la mesure régulière du diamètre du Soleil pour détecter les pulsations, a observé des étoiles doubles et des planètes.
Également en tant que mathématicien, Armellini a obtenu des résultats intéressants en théorie des nombres, notamment sur les nombres parfaits et, surtout, dans l'étude des équations différentielles, s'intéressant à l'asymptote des solutions d'équations différentielles, et des figures d'équilibre des fluides en rotation. 
Il fut également l'auteur de nombreux textes universitaires et populaires. Il devient membre de diverses académies, dont celles des Lyncéens et de l'Académie pontificale des sciences  et collabore à l'Encyclopédie Treccani.
Armellini est surtout connu pour sa loi empirique sur les distances planétaires  .
Le 28 février 1940, il devient membre de l'Académie des sciences de Turin.

## Reconnaissances et distinctions
En 1919, il reçoit le Prix mathématique de l'Académie italienne des sciences.
En 1920, il reçoit le Prix royal d'astronomie  .
Lui sont dédiés :
- un astéroïde, (6855) Armellini[6].
- un Institut technologique à Rome[7].
- une rue à Rome.
- une rue à Boville Ernica.
- une école secondaire à Boville Ernica.
- une web radio.

## Publications
- Trattato di astronomia siderale (3 tomes, 1928 à 1936 - Ed. Zanichelli, Bologne)
- I fondamenti scientifici dell'astronomia (1947 - Hoepli, Milan)
- I fondamenti scientifici dell'astrofisica (1951 - Hoepli, Milan)
- Corso di meccanica razionale (1921 - La Litotipo, Padoue)
- Lezioni di meccanica razionale, Milan 1944
- Astronomia e Geodesia, Bologne 1941